# 아달혜
아달혜(阿達兮, ?~?)는 고구려의 장수이다.

## 생애
662년 고구려 평양성을 포위하던 당나라의 군대가 회군하자 신라의 군대도 본국으로 회군했다. 이때 고구려군이 신라군을 추격해 전투를 벌였지만 고구려군은 신라군에게 크게 패배며 1만여 명이 전사하고 그는 포로가 되었다.